# 라두시킨

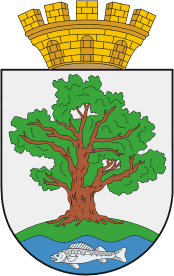
시 문장

라두시킨(러시아어: Ла́душкин, 독일어: Ludwigsort, 리투아니아어: Liudvigsortas, 폴란드어: Ludwinów)은 러시아 칼리닌그라드주 서부에 위치한 도시로, 인구는 3,796명(2002년 기준)이다. 칼리닌그라드(칼리닌그라드 주의 주도)와 폴란드 국경 사이에 위치한다.
1314년 루트비히소르트(Ludwigsort, "루트비히의 땅"이라는 뜻)가 건설되었고 1945년까지 독일 동프로이센에 속했다. 제2차 세계 대전 종식 이후 소비에트 연방에 병합되었고 1946년 지금과 같은 이름인 라두시킨으로 변경되었는데 도시 이름은 동프로이센 포위전에서 전사한 소비에트 연방의 군인인 이반 라두시킨에서 유래된 이름이다.